# Кочедыжник расставленнолистный
Кочеды́жник расставленноли́стный, или альпи́йский (лат. Athyrium distentifolium) — вид папоротников из семейства Щитовниковые (Dryopteridaceae), один из самых морозостойких видов рода Кочедыжник (Athyrium).

## Ботаническое описание
Это довольно компактные растения с короткими ползучими корневищами около 1,5 см в диаметре, чёрно-бурого цвета.
Вайи до 90 см длиной и до 20 см шириной, дважды или трижды перистые.

## Ареал
Имеет очень широкий ареал, произрастает в горах Северной и Средней Европы, на Кавказе, в Сибири (Алтайский край, Республика Алтай, Кемеровская область, Красноярский край, Хакасия, Тува, Бурятия) и на Севере Северной Америки (Канада, Аляска) в таёжных и горных районах, доходя до тундры и альпийского пояса.
Произрастает на каменистых склонах субальпийских лугов, встречается в зарослях кустарников и в тёмных хвойных лесах.
Это обычный вид в горных районах Шотландии на высотах более 600 метров. Более чем 10 % популяции находится в горах Кейрнгормс. Основной вид, растущий на высотах 750 метров и выше, произрастает только в 4 местах и является эндемиком Шотландии.
Разновидность Athyrium distentifolium var. americanum (Butters) Boivin [syn.  Athyrium americanum (Butters) Maxon] растёт на западе США, на Аляске, в Канаде и в прибрежных районах Гренландии.